# Владо Багат
Владо Багат (Сплит, 22. октобар 1915 — острво Олиб, 1. јун 1944), учесник Народноослободилачке борбе и народни херој Југославије.

## Биографија
Рођен је 22. октобра 1915. у Сплиту. Још као младић био је познат у раду напредних омладинских организација и у радничким редовима као организатор многих штрајкова и демонстрација у Сплиту. Због политичке активности стално је био прогањан. У чланство Комунистичке партије Југославије (КПЈ) примљен је 1939. године, а наредне 1940. полиција га хапси заједно с групом Сплићана и спроводи на робију у Лепоглаву.
На робији је био злостављан и мучен. После капитулације Југославије управа логора га пушта, мислећи да ће, због малаксалости и изнурености, ускоро умрети. Међутим, на слободи Владо добива нову енергију и наставља политички рад. Организује и формира нове партијске организације, ангажује другове на прикупљању оружја и муниције и врши припреме за оружани устанак. С првом групом бораца у лето 1941. године одлази на Динару. Борио се у Цинцарском партизанском одреду батаљону „Војин Зиројевић“, у којем је, јуна 1942. године, постављен за комесара. У току четврте непријатељске офанзиве, фебруара 1943. године, када је Девета далматинска дивизија напустила Далмацију и кренула према Херцеговини и Црној Гори, Багат је постављен за комесара новоформираног штаба Групе партизанских одреда Далмације. С осталим руководиоцима штаба одиграо је значајну улогу у поновном формирању партизанских јединица, јер је, после одласка 9. дивизије, у Далмацији остало свега око 700 бораца. Њихов број је непрекидно растао, а својим активним деловањима партизанске јединице су наносиле непријатељу велике губитке на копну и мору.
Послије капитулације Италије, септембра 1943. године, готово цела далматинска обала била је ослобођена. Чим се указала могућност за стварање морнаричких јединица, Багат у октобру 1943. године учествује у формирању Четвртог поморско-обалског сектора. Извесно време је обављао дужност комесара, али је убрзо постављен за партијског руководиоца Сектора. По потреби, у априлу 1944. године, постављен је за партијског руководиоца Другог поморско-обалског сектора. Када су јаке немачке снаге предузеле операције заузимања далматинске обале и острва, неке партизанске јединице су биле приморане да се пребаце на острва Шолту, Хвар и Вис. Својим бродовима пребацује борце Прве и Тринаесте далматинске бригаде на Вис. До краја године, под његовим руководством пребачено је десетине хиљада избеглица и рањеника у Италију.
У мају 1944. године упућен је на да острву Крк помогне у организовању и учвршћивању тамошње партизанске јединице. У повратку за Дуги оток, у зору 1. јуна, пристао је с чамцем на Олиб, не знајући да су се Немци те ноћи искрцали на острву. У луци су га, из заседе, дочекали немачки војници, отворили ватру на његов брод и убили њега и његову посаду, која се састојала од још три морнара.
Указом Президијума Народне скупштине ФНР Југославије, 10. септембра 1948. године, проглашен је за народног хероја.
Његово име носила је фабрика шиваћих машина „Багат“ у Задру.